# Oost-Thürings voetbalkampioenschap 1917/18
In 1917/18 werd het negende voetbalkampioenschap van Oost-Thüringen gespeeld, dat georganiseerd werd door de Midden-Duitse voetbalbond. 
1. SV Jena 03 werd kampioen.  Net als vorig seizoen speelden de kampioenen van de verschillende Thüringse competities eerst onderling tegen elkaar voor het ticket naar de Midden-Duitse eindronde. De club won met maart liefst 17-0 van TV Lion Weißenfels en won in de finale met 1-3 van Erfurter SC 1895. In de Midden-Duitse eindronde mocht de club wel meteen in de halve finale aantreden en verloor hier na verlengingen van Hallescher FC 1896. 

## 1. Klasse
| Plaats | Club                           | Wed.           | W              | G              | V              | Saldo          | Ptn.           |
| ------ | ------------------------------ | -------------- | -------------- | -------------- | -------------- | -------------- | -------------- |
| 1.     | 1. Jenaer SV 03                | 4              | 4              | 0              | 0              | 31:04          | 08:00          |
| 2.     | SC 1903 Weimar                 | 2              | 0              | 0              | 2              | 02:08          | 00:04          |
| 3.     | FV Saalfeld von 1906           | 2              | 0              | 0              | 2              | 02:23          | 00:04          |
| 4.     | KSG SC Jena 1908/VfB 1911 Jena | Teruggetrokken | Teruggetrokken | Teruggetrokken | Teruggetrokken | Teruggetrokken | Teruggetrokken |

De oorlogsfusie tussen SC Jena 1908 en VfB 1911 Jena trok zich voor de start van de competitie terug.
|  | Kampioen, geplaatst voor Thüringse eindronde en 1. Klasse Thüringen 1918/19 |
|  | Geplaatst voor 1. Klasse Thüringen 1918/19                                  |
|  | Degradatie                                                                  |